# Tennessee Ernie Ford
Pour les articles homonymes, voir Ford (homonymie).
Tennessee Ernie Ford, né Ernest Jennings Ford le 13 février 1919 à Bristol dans le Tennessee et mort le 17 octobre 1991 à Reston en Virginie, est un chanteur et guitariste de musique country américain.
Il connait un énorme succès en 1955 avec sa chanson Sixteen Tons.

## Biographie
Il est d'abord animateur sur une radio. Après son service militaire effectué dans l'US Air Force, il s'installe en Californie. Il enregistre son premier disque chez Capitol Records. Il obtient quelques succès et acquiert une bonne réputation de chanteur country. Le succès de Sixteen Tons en 1955 lui apporte la consécration.

## Dans la culture populaire
La musique Sixteen Tons a notamment été utilisée dans l'épisode 9 de la saison 22 de South Park.